# Спартанбърг
Окръг Спартанбърг (на английски: Spartanburg County) е окръг в щата Южна Каролина, Съединени американски щати. Площта му е 2121 km², а населението – 327 997 души (1 април 2020). Административен център е град Спартанбърг.